# Lijst van personen uit Bandung
Deze lijst geeft een chronologisch overzicht van personen die geboren zijn in de Indonesische stad Bandung.

## Geboren in Bandung

### Voor 1900
- Jacques Paul Delprat (1882-1956), Nederlands bobsleeër
- Johan Fabricius (1899-1981), Nederlands schrijver en journalist

### 1900–1909

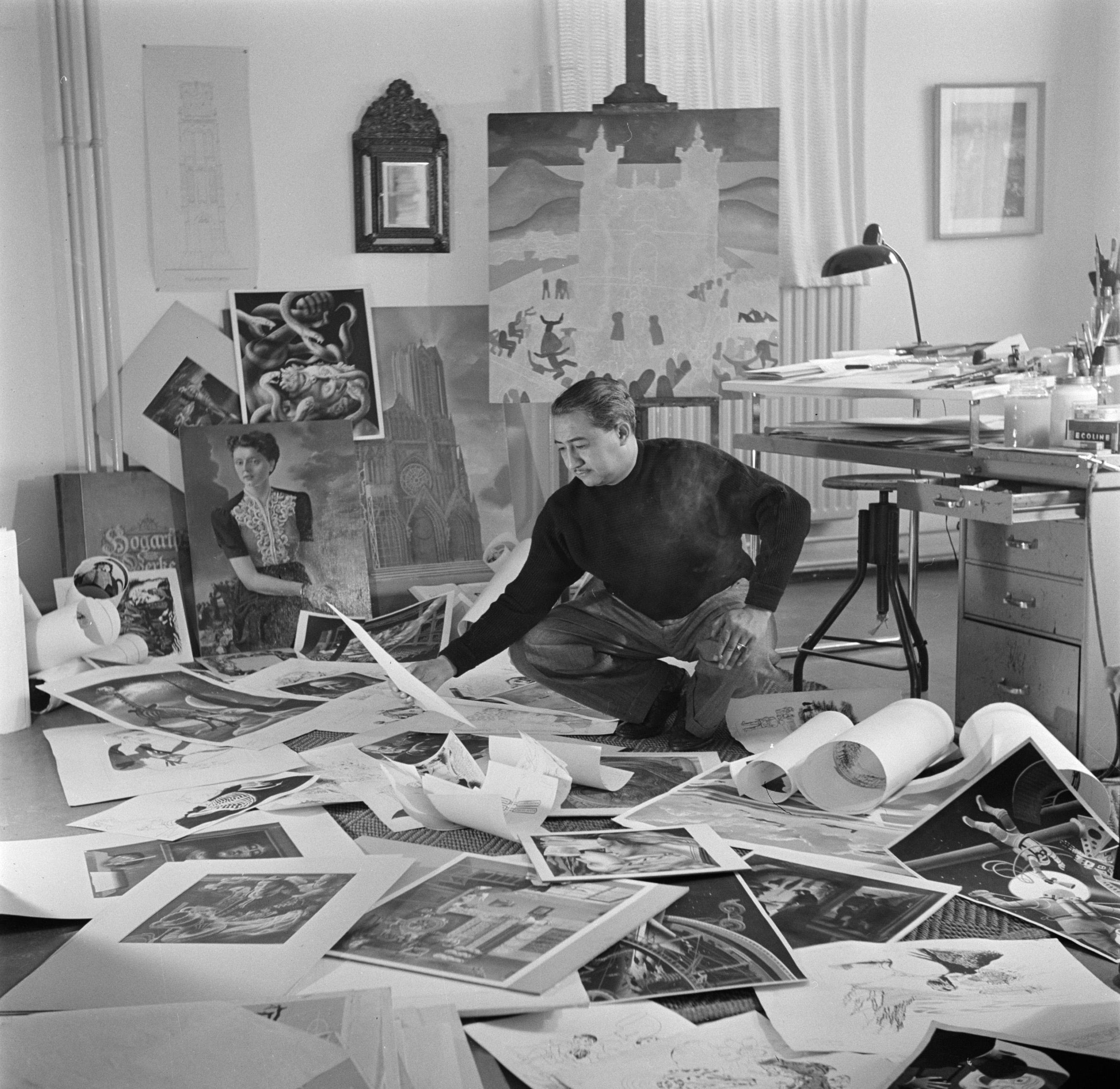
Illustrator Eppo Doeve (1907-1981)

- Henk Badings (1907-1987), Nederlands componist
- Eppo Doeve (1907-1981), Nederlands tekenaar-illustrator
- Hans van Kesteren (1908-1998), Nederlands voetballer

### 1910–1919
- Jan Hanlo (1912-1969), Nederlands dichter en schrijver
- Henk Pelser (1916-2007), Nederlands arts en verzetsstrijder
- Hans Knoop (1919-2012), Nederlands militair
- Henk Sijnja (1919-1997), Nederlands ingenieur en verzetsstrijder

### 1920–1929
- George de Fretes (1921-1981), Nederlands steelgitarist
- Sjuwke Kunst (1922-2021), Nederlands beeldend kunstenares
- Paatje Phefferkorn (1922-2021), Indonesisch-Nederlands vechtsporter
- Willem de Roos (1924-1987), Nederlands burgemeester
- N. John Habraken (1928-2023), Nederlands architect, hoogleraar bouwkunde aan technische universiteiten (TU Eindhoven, MIT Cambridge Massachusetts), theoreticus en auteur.
- Rudy Cornets de Groot (1929-1991), Nederlands letterkundige

### 1930–1939
- Erna Postuma (1930), Nederlands beeldhouwer
- Jack H. van Lint (1932-2004), Nederlands wiskundige, hoogleraar en rector magnificus van de TU/e
- Peter Graaff (1936-2014), Nederlands generaal
- Willem Hofstee (1936-2021), Nederlands psycholoog
- Cees Struyker Boudier (1937-2015), Nederlands hoogleraar
- Hans de Widt (1939), Nederlands politicus

### 1940–1949

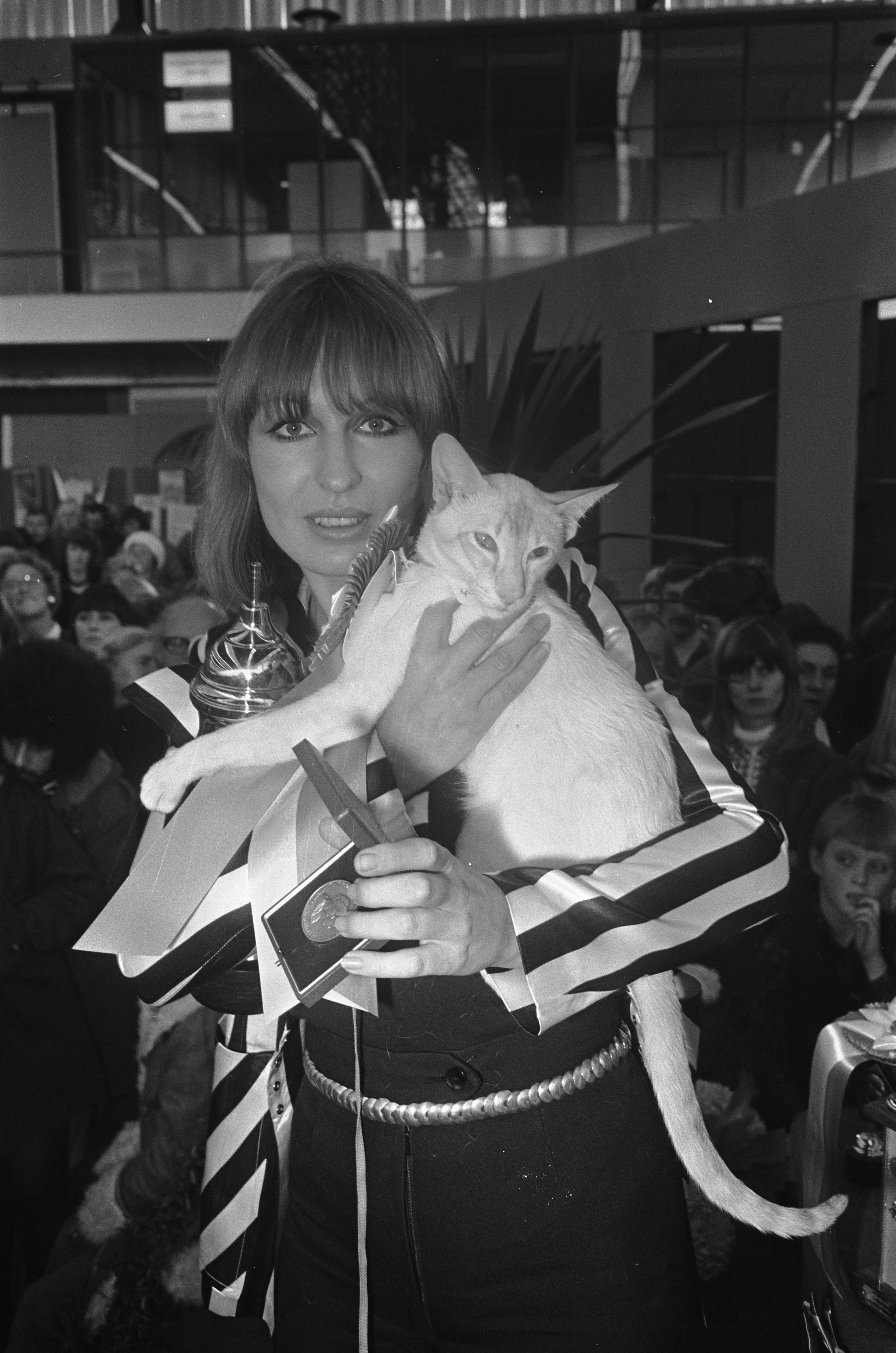
Zangeres Liesbeth List (1941-2020)

- Olaf Douwes Dekker (1941-2018), Nederlands dichter
- Liesbeth List (1941-2020), Nederlands zangeres
- Roderik de Man (1941), Nederlands componist
- Boudewijn Neuteboom (1941-2024), Nederlands (mode)fotograaf
- Willem Anton van Vloten (1941), Nederlands dermatoloog en hoogleraar
- Freek Biesiot (1942), Nederlands kunstschilder en decorontwerper
- Carla Stellweg (1942), Nederlands-Mexicaans museumconservator
- Jan Piet Fokker (1942-2010), Nederlands hockeyspeler
- Frans Leidelmeijer (1942), Nederlands auteur, kunsthandelaar en specialist in kunst en vormgeving uit de periode 1880 tot en met 1980
- Margie Ball (1948-1999), Nederlands zangeres
- Gus Pleines (1948-2007), Nederlands popmuzikant en zanger
- Robert Kreis (1949), Nederlands cabaretier
- Cees-Rein van den Hoogenband (1949) Nederlands traumachirurg en sportarts

### 1950–1999
- Sandra Reemer (1950-2017), Nederlands zangeres en presentatrice
- Roland Smeenk (1957-1992), Nederlands cabaretier
- Ricky Subagja (1971), Indonesisch badmintonspeler